# Bollebygd
Bollebygd – miejscowość (tätort) w Szwecji, w regionie administracyjnym (län) Västra Götaland, w gminie Bollebygd.
Według danych Szwedzkiego Urzędu Statystycznego liczba ludności wyniosła: 3870 (31 grudnia 2015), 4413 (31 grudnia 2018) i 4487 (31 grudnia 2019).